# Eck (Familienname)
Eck ist ein deutscher Familienname.

## Namensträger

### Spitzname
- Eck (* 1954), US-amerikanischer Baseballspieler, siehe Dennis Eckersley

### Familienname
- Adolf von Eck (1860–1923), deutscher Jurist, Mitglied des Nassauischen Kommunallandtags
- Alan Eck (* 1969), US-amerikanischer Schiedsrichter im American-Football
- Armin Eck (General) (1914–1984), deutscher Brigadegeneral
- Armin Eck (Fußballspieler) (* 1964), deutscher Fußballspieler und -trainer
- Barbara Eck (* 1968), österreichische Judoka
- Christof Eck (1968–2011), deutscher Mathematiker
- Cornelis van Eck (1662–1732), niederländischer Jurist
- Ernst Eck (1838–1901), deutscher Jurist
- Franz Eck (um 1776–1810), deutscher Geiger
- Friedrich Eck (Musiker) (1767–1838), deutscher Komponist
- Friedrich Eck (Politiker) (1869–1931), deutscher Porzellanarbeiter und Politiker (SPD, USPD)
- Friedrich Arnold von Eck (1785–1870), deutscher Hofbeamter und Politiker, MdL Nassau
- Georg Eck (Hornist), Waldhornist in der kurpfälzischen Hofkapelle in Mannheim
- Georg Eck (Märtyrer) (1882-1945), banatschwäbischer römisch-katholischer Geistlicher und Märtyrer
- Gerhard Eck (* 1960), deutscher Politiker (CSU)
- Hans Eck (* 1925), deutscher Politiker (CDU)
- Hayat Van Eck (* 2000), niederländisch-türkischer Schauspieler
- Heinrich Adolf von Eck (1837–1925), deutscher Geologe
- Heinz-Wilhelm Eck (1916–1945), deutscher Marineoffizier, siehe Eck-Prozess
- Ina Balint-Eck (* 1982), deutsche Produzentin, Regisseurin und Schauspielerin
- Ines Eck (* 1956), deutsche Schriftstellerin
- Jan van Panthaleon van Eck (1880–1965), niederländischer Manager
- Jeroen van Eck (* 1993), niederländischer Mountainbiker
- Johann von Eck († 1524), deutscher Jurist
- Johann Eck (1494–1554), deutscher evangelischer Theologe und Reformator
- Johann Eck (Politiker) (1832–1920), deutscher Landwirt und Politiker, MdR
- Johann Georg Eck (1745–1808), deutscher Philologe
- Johanna Eck (1888–1979), deutsche Gerechte unter den Völkern
- Johannes Eck († 1543), deutscher katholischer Theologe
- Johnny Eck (1910/11–1991), US-amerikanischer Zauberkünstler und Entertainer
- Klaus Eck (Journalist) (1881–1929), deutscher Journalist
- Klaus Eck (Manager) (* 1949), deutscher Verlagsmanager
- Klaus Eck (Kommunikationsberater) (* 1965 oder 1966), deutscher Kommunikationsberater und Sachbuchautor
- Leonhard von Eck (1480–1550), deutscher Politiker
- Matthias Eck (* 1982), deutscher American-Football-Spieler
- Nicolaus Eck (1541–1623), deutschbaltischer Politiker, Bürgermeister von Riga
- Oswald von Eck († 1573), deutscher Humanist und Hochschullehrer
- Paul Eck (1822–1889), deutscher Staatssekretär
- Paul Eck von Sulzbach (um 1440–um 1509), deutscher Alchemist
- Peter Eck (Maler) (fl. 1527; † vor 1587), Maler aus Saarbrücken
- Peter Eck (Kunstschreiner) (1538–vor 1605), Kunstschreiner und Ratsherr in Eger (heute Cheb)
- Peter Eck, Pseudonym von Irene Seligo (1904–1988), deutsche Journalistin und Schriftstellerin
- Peter Eck (Flüchtling) (1944–1968), deutsches Todesopfer an der innerdeutschen Grenze
- René van Eck (* 1966), niederländischer Fußballspieler und -trainer
- Samuel Eck (1856–1919), deutscher Theologe und Politiker (DDP)
- Sebastian Eck (* 1983), deutscher Moderator
- Siegfried Eck (1942–2005), deutscher Ornithologe
- Simon Eck (1514–1574), bayerischer Hofkanzler und kaiserlicher Rat
- Stefan Bernhard Eck (* 1956), deutscher Tierschützer und Politiker
- Victor von Eck (1813–1893), deutscher Politiker
- Werner Eck (* 1939), deutscher Althistoriker
- Wim van Eck, niederländischer Informatiker